# فين ليمكه
فين ليمكه (بالألمانية: Finn Lemke) مواليد 30 أبريل 1992 في بريمن، هو لاعب كرة يد ألماني يلعب كظهير أيسر. يلعب حاليا مع نادي ماغديبورغ لكرة اليد ويحمل الرقم 50. مثل منتخب ألمانيا لكرة اليد. شارك في دورة الألعاب الأولمبية الصيفية سنة 2016.

## سجل المنافسة
شارك في البطولات التالية:
- بطولة أوروبا لكرة اليد للرجال 2016
- الألعاب الأولمبية الصيفية 2016

## الإنجازات
- كرة اليد في الألعاب الأولمبية الصيفية:
  -  برونزية: كرة اليد في الألعاب الأولمبية الصيفية 2016 – مسابقة الرجال
- بطولة أوروبا لكرة اليد للرجال:
  -  ذهبية: بطولة أوروبا لكرة اليد للرجال 2016

## روابط خارجية
- فين ليمكه على موقع الاتحاد الدولي لكرة اليد (الإنجليزية)
- فين ليمكه على موقع الاتحاد الأوروبي لكرة اليد (الإنجليزية)
- فين ليمكه على موقع اللجنة الأولمبية الدولية (الإنجليزية)
- فين ليمكه على موقع أوليمبيديا (الإنجليزية)
- فين ليمكه على موقع اللجنة الأولمبية الألمانية (الألمانية)